# Chloranthus japonicus
Chloranthus japonicus är en tvåhjärtbladig växtart som beskrevs av Philipp Franz von Siebold. Chloranthus japonicus ingår i släktet Chloranthus och familjen Chloranthaceae. Inga underarter finns listade i Catalogue of Life.

## Bildgalleri

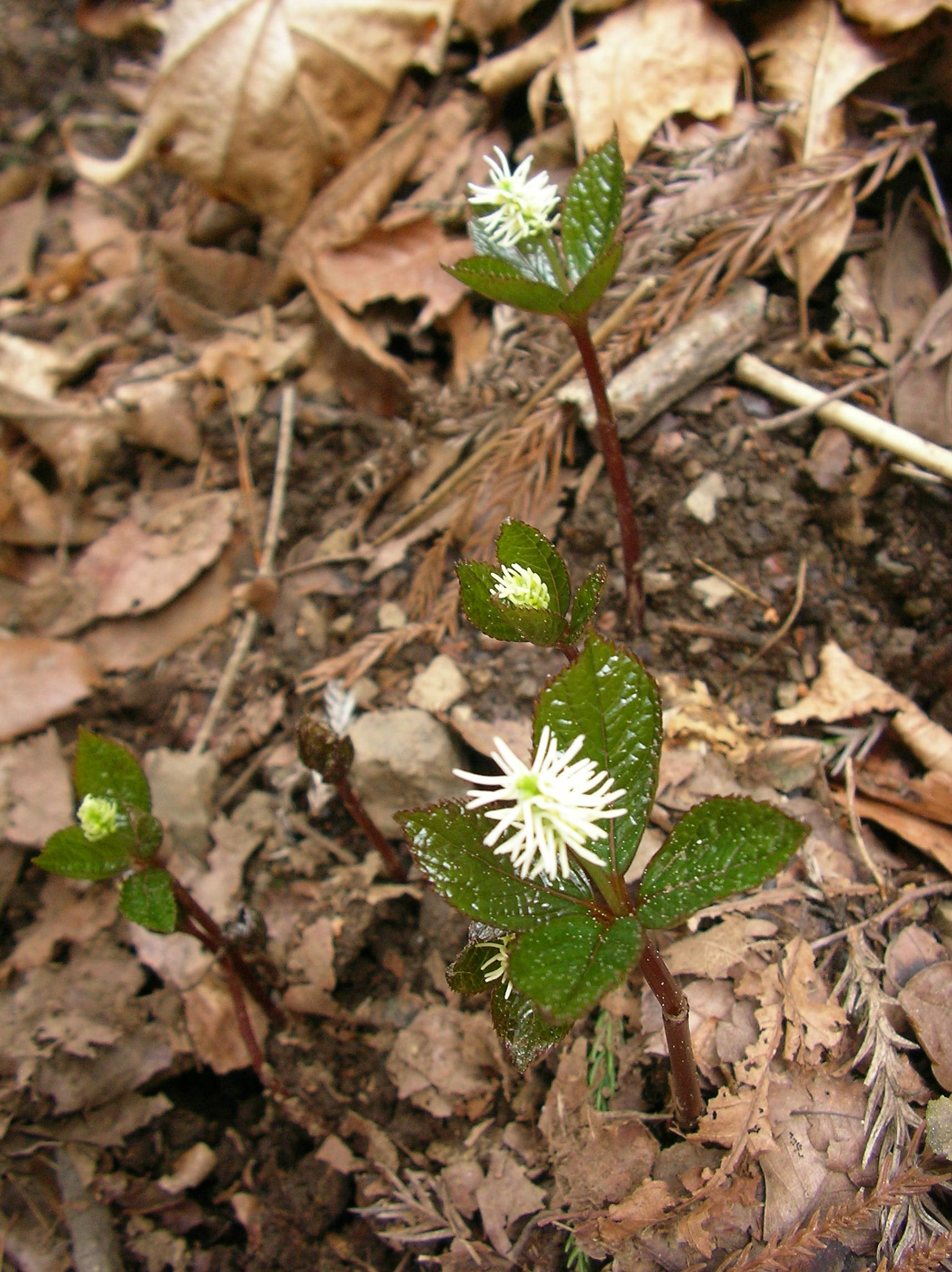
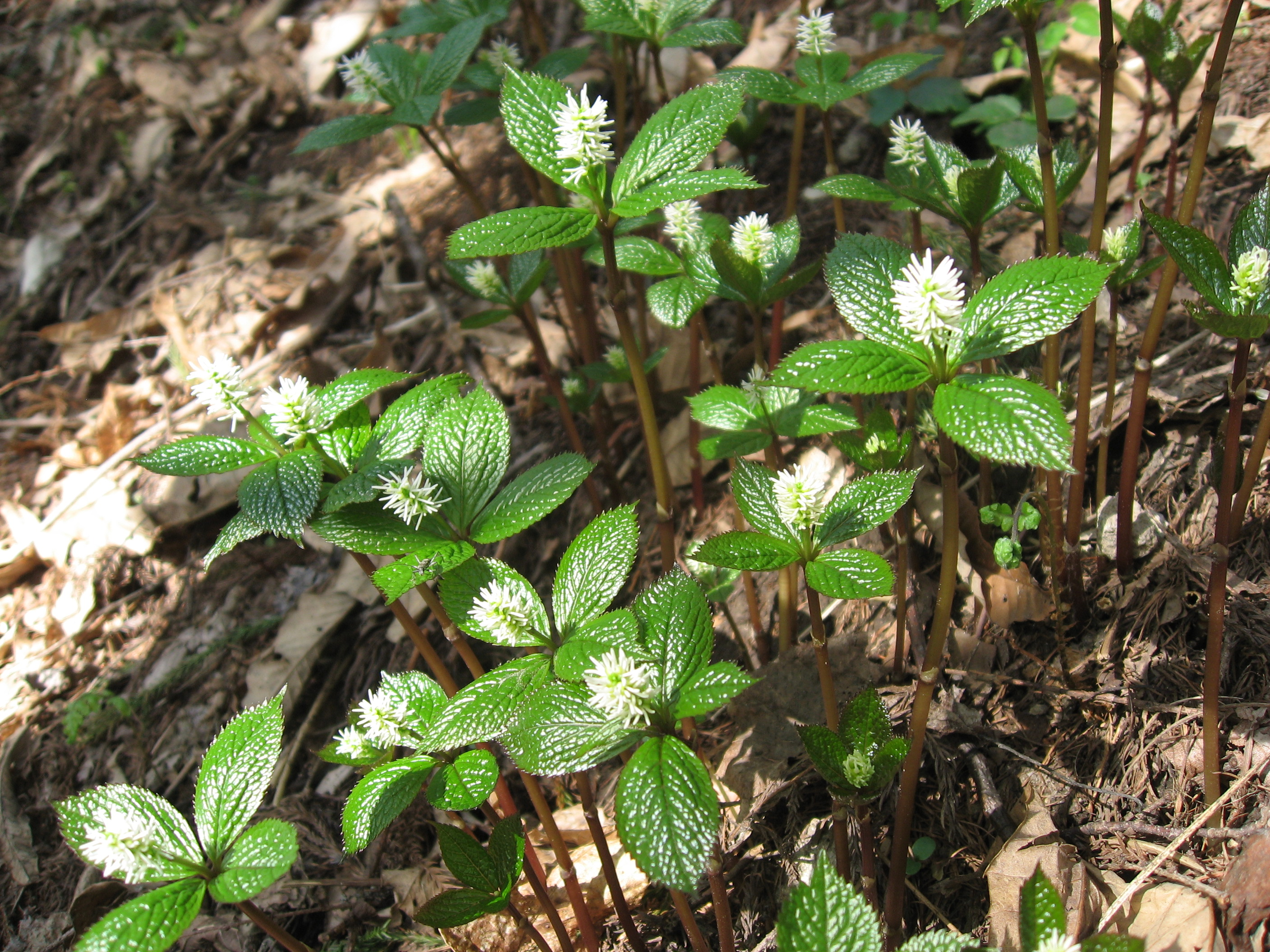
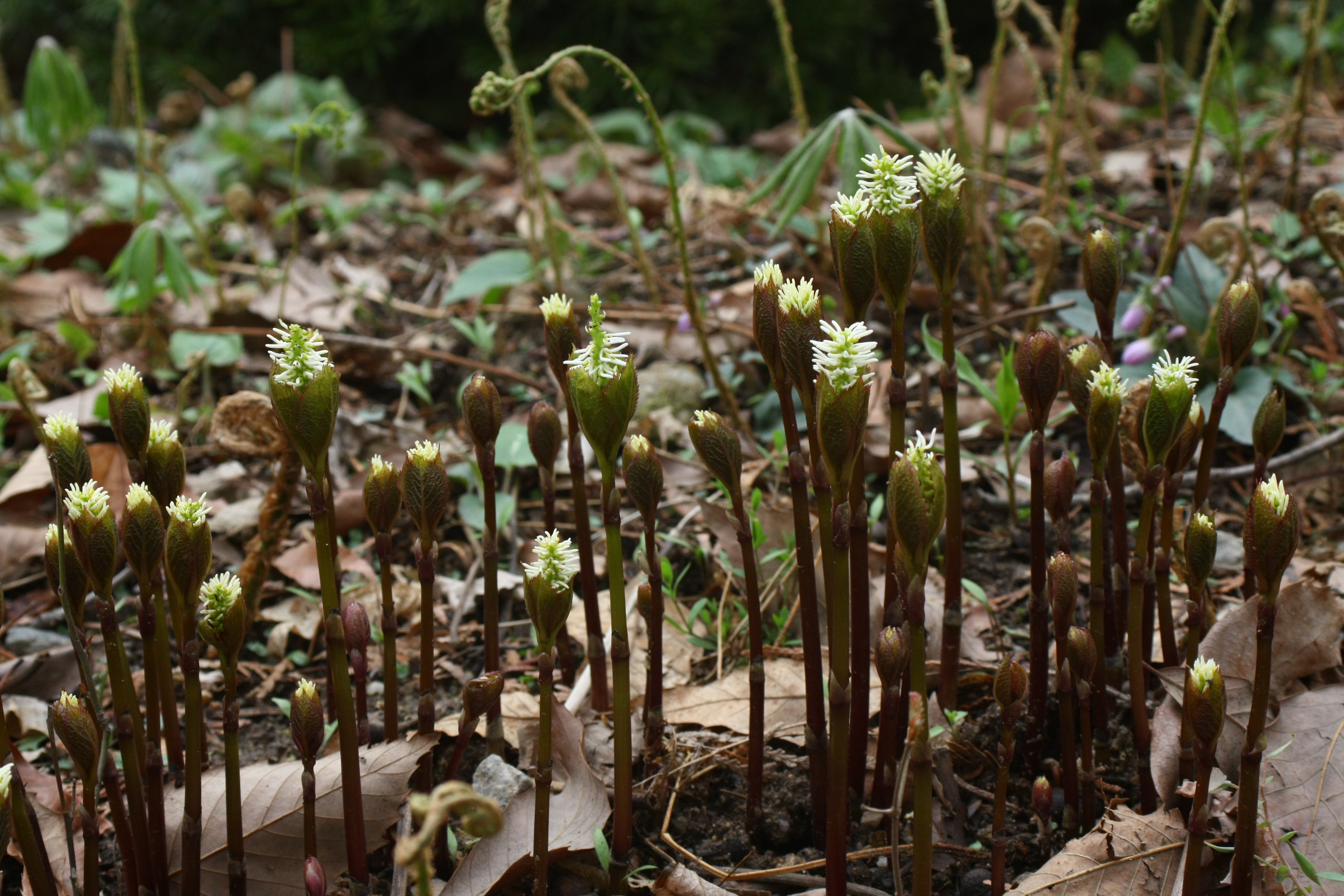